# Spitalkirche Hl. Geist (Höchstädt an der Donau)

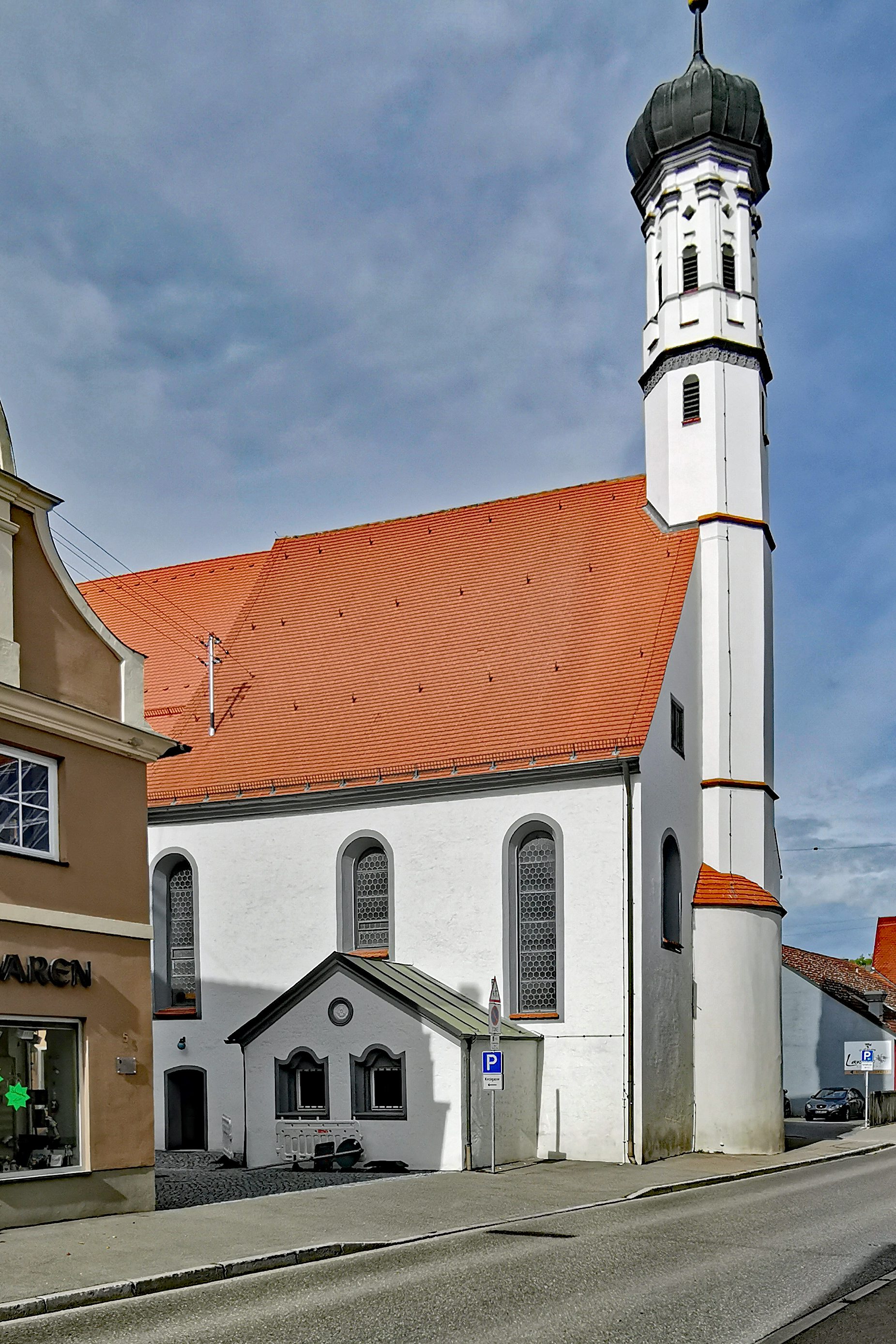
Spitalkirche Hl. Geist in Höchstädt an der Donau

Die römisch-katholische Spitalkirche Heiliger Geist steht in Höchstädt an der Donau, einer Stadt im schwäbischen Landkreis Dillingen an der Donau in Bayern. Das denkmalgeschützte Bauwerk ist in der Liste der Baudenkmäler in Höchstädt an der Donau unter der Nr. D-7-73-139-11 eingetragen.

## Beschreibung
Die Spitalkirche wurde um 1590/1600 errichtet und 1958/59 umgestaltet. Sie besteht aus einem Langhaus und einer halbrunden Apsis in dessen Osten, aus der sich ein achteckiger Kirchturm erhebt, der halb in das Langhaus einschneidet. Sein oberstes Geschoss, in dessen Glockenstuhl eine Kirchenglocke von 1672 hängt, ist mit Pilastern an den Ecken versehen. Darauf sitzt eine Zwiebelhaube. Der Innenraum des Langhauses ist mit einer Flachdecke überspannt. Die Assistenzfiguren zu Jesus Christus in einer Nische auf der Nordseite hat 1747 Johann Michael Fischer errichtet. Den Altar hat 1757 Dominikus Bergmüller gebaut. Das Altarretabel hat 1865 Ferdinand Wagner bemalt.